# 12148 Caravaggio
12148 Caravaggio è un asteroide della fascia principale. Scoperto nel 1960, presenta un'orbita caratterizzata da un semiasse maggiore pari a 2,8810690 au e da un'eccentricità di 0,0187132, inclinata di 3,77105° rispetto all'eclittica.
L'asteroide è dedicato all'omonimo pittore italiano.